# Шинкаренко, Вилен Григорьевич
Шинкаренко, Вилен Григорьевич (род. 11 ноября 1934) — советский и российский учёный в области радиотехники, доктор технических наук, профессор факультета радиотехники и кибернетики (ФРТК) МФТИ, декан ФРТК (1997—2008).

## Биография
Родился 11 ноября 1934 года. С 1946 по 1953 годы учился в Ставропольском суворовском военном училище, окончил его с золотой медалью. Закончил Горьковское военное училище связи. Годы окончания училища пришлись на время заметного сокращения Советской армии, демобилизация коснулась и Шинкаренко, после чего он поступил на ФРТК МФТИ и закончил его в 1962 году.
С 1962 по 1965 годы (по окончании аспирантуры на базовой кафедре оптических квантовых устройств и техники СВЧ академика А. Л. Микаэляна в Московском НИИ приборостроения) — сотрудник МФТИ. В 1965—1967 годах освобождённый секретарь парткома МФТИ. С 1971 по 1997 годы В. Г. Шинкаренко трудился первым заместителем декана ФРТК.
В 1997 избран деканом ФРТК и работал в этом качестве по 2008 г. Под его руководством осуществлялось дальнейшее усиление фундаментальности факультетской подготовки и в то же время изменение учебных программ для большего соответствия перспективным потребностям работодателей, получены лицензии и начата подготовка бакалавров по новым направлениям «Информатика и вычислительная техника» и «Компьютерная безопасность», начато обучение специалистов в области современных информационных технологий на платной основе, открыты новые кафедры, к обучению студентов привлечены базовые организации из числа наукоёмких коммерческих фирм.

## Научные интересы и достижения
Область научных интересов Вилена Григорьевича — лазерные локационные системы формирования сигналов изображения.
Итоги его исследований отражены более чем в 30 печатных трудах, а также 14 авторских свидетельствах на изобретения и в целом ряде научно-технических отчётов.
Его преподавательская деятельность связана с кафедрой радиоэлектроники и прикладной информатики, ранее также трудился на кафедре прикладной радиофизики.
В радиофизической лаборатории факультета им поставлен практикум по СВЧ и лазерным устройствам.
С 1968 года он читал курс лекций «Приём оптического излучения», а с 1992 года — семестровый, а затем годовой курс лекций «Полупроводниковые приборы», вёл лабораторные занятия со студентами II—IV курсов.

## Награды и звания
В. Г. Шинкаренко награждён:
- нагрудным знаком «Почётный работник высшего профессионального образования Российской Федерации»
- Медаль ордена «За заслуги перед Отечеством» II степени[3].

## Из библиографии

### Книги
- Приём оптического излучения : учеб. пособие для вузов. — М. : МФТИ, 1981. — 92 с. — Библиогр.: с. 90-91. — 200 экз.
- Полупроводниковые приборы : учеб. пособие для вузов. — М. : МФТИ, 2011. — 172 с. — Библиогр.: с. 169—172. — 300 экз. — ISBN 978-5-7417-0376-2
- Электрические свойства полупроводников и полупроводниковые приборы : учеб. пособие для вузов. — М. : МФТИ, 2016. — 294 с. + pdf-версия. — Библиогр.: с. 283—284. — 300 экз. — ISBN 978-5-7417-0601-5 Полный текст Архивная копия от 6 мая 2021 на Wayback Machine (доступ из сети МФТИ).